# Bahnstrecke Tarragona–Valencia
| Talgozug am Bahnhof L’Aldea - Amposta - Tortosa | |                                                                     |                                                                     |
| | |                                                                     |                                                                     |
| Streckennummer: | 600 (Spurwechselanlage La Boella/Tarragona–Valencia Estació del Nord) 620 (L’Aldea - Amposta - Tortosa–Tortosa) 630 (Tarragona–Port Aventura) 640 (Spurwechselanlage La Boella–Camp de Taragona) |                                                                     |                                                                     |
| Streckenlänge: | 299,7 km |                                                                     |                                                                     |
| Spurweite: | 1668 mm (Iberische Spur) |                                                                     |                                                                     |
| Stromsystem: | 3 kV = |                                                                     |                                                                     |
| Stromsystem: | 25 kV, 50 Hz ~ |                                                                     |                                                                     |
| Streckengeschwindigkeit: | 220 km/h |                                                                     |                                                                     |
| | |                                                                     |                                                                     |
| Weitere Spurweite: | 1435 mm (Normalspur) (Camp de Tarragona–Spurwechselanlage La Boella) (Castellón–Valencia - La Fuente de San Luis) (Dreischienengleis)                                                            |                                                                     |                                                                     |
| \| \| \| SFS von Barcelona \| \| \| \| 520,9 \| Camp de Tarragona \| Camp de Tarragona \| \| \| \| SFS nach/von Madrid \| \| \| \| \| Francolí \| \| \| \| \| A-27 \| \| \| \| \| Strecke von Barcelona \| \| \| \| 275,6103,5 \| Tarragona \| Tarragona \| \| \| \| Spurwechselanlage La Boella \| \| \| \| \| Francolí \| \| \| \| \| A-7 \| \| \| \| 94,3 \| Vila-seca \| Vila-seca \| \| \| \| AP-7 \| \| \| \| \| Strecke nach Lleida Pirineus \| \| \| \| \| \| \| \| \| 265,6 \| Port Aventura \| Port Aventura \| \| \| 263,6 \| Salou bis 2020 \| Salou bis 2020 \| \| \| 257,1 \| Cambrils bis 2020 \| Cambrils bis 2020 \| \| \| \| AP-7 \| \| \| \| \| A-7 \| \| \| \| 242,2 \| Cambrils seit 2020 \| Cambrils seit 2020 \| \| \| \| A-7 \| \| \| \| 251,1 \| Montroig \| Montroig \| \| \| 243,0 \| L’Hospitalet de l’Infant bis 2020 \| L’Hospitalet de l’Infant bis 2020 \| \| \| 227,3 \| L’Hospitalet de l’Infant seit 2020 \| L’Hospitalet de l’Infant seit 2020 \| \| \| \| \| \| \| \| 236,3 \| Vandellós \| Vandellós \| \| \| 207,3 \| L’Ametlla de Mar \| L’Ametlla de Mar \| \| \| 195,9 \| L’Ampolla-el Perelló \| L’Ampolla-el Perelló \| \| \| 190,7 \| Camarles - Deltebre \| Camarles - Deltebre \| \| \| 185,2205,6 \| L’Aldea-Amposta-Tortosa \| L’Aldea-Amposta-Tortosa \| \| \| \| \| \| \| \| \| AP-7 \| \| \| \| 199,0 \| Campredó \| Campredó \| \| \| 192,5 \| Tortosa \| Tortosa \| \| \| \| Ebro \| \| \| \| \| ehem. Strecke nach La Puebla de Híjar \| \| \| \| 184,4 \| Mianes \| Mianes \| \| \| 178,4 \| Santa Barbara \| Santa Barbara \| \| \| \| Ebro \| \| \| \| \| \| \| \| \| 162,5 \| Ulldecona-Alcanar-La Sénia \| Ulldecona-Alcanar-La Sénia \| \| \| \| Grenze Katalonien/Valencia \| \| \| \| \| AP-7 \| \| \| \| 146,8 \| Vinaròs \| Vinaròs \| \| \| 140,8 \| Benicarló-Peñíscola \| Benicarló-Peñíscola \| \| \| \| AP-7 \| \| \| \| 127,5 \| Santa Magdalena de Pulpis \| Santa Magdalena de Pulpis \| \| \| 119,1 \| Alcalà de Xivert \| Alcalà de Xivert \| \| \| \| AP-7 \| \| \| \| 105,1 \| Torreblanca \| Torreblanca \| \| \| 90,8 \| Oropesa del Mar \| Oropesa del Mar \| \| \| 82,1 \| Benicàssim \| Benicàssim \| \| \| \| Port de Castellón \| \| \| \| 75,6 \| Les Palmes \| Les Palmes \| \| \| \| ehem. Trasse bis 2000 \| \| \| \| \| Castellón bis 2000 \| \| \| \| 69,2 \| Castellón[Anm. 1] seit 2000 \| Castellón[Anm. 1] seit 2000 \| \| \| \| \| \| \| \| \| \| \| \| \| 65,1 \| Almassora \| Almassora \| \| \| 62,2 \| Vila-real \| Vila-real \| \| \| 58,0 \| Burriana-Alquerías del Niño Perdido \| Burriana-Alquerías del Niño Perdido \| \| \| 51,6 \| Nules-La Vilavella \| Nules-La Vilavella \| \| \| 47,9 \| Moncofa \| Moncofa \| \| \| 43,0 \| Xilxes \| Xilxes \| \| \| 41,0 \| La Llosa \| La Llosa \| \| \| 38,9 \| Almenara \| Almenara \| \| \| 34,8 \| Les Valls \| Les Valls \| \| \| 29,2 \| Sagunto \| Sagunto \| \| \| \| \| \| \| \| \| Strategische Bahn, geplant nach/von Santander, in Betrieb: Zaragoza \| \| \| \| \| \| \| \| \| \| Port de Sagunt \| \| \| \| 22,5 \| Puçol \| Puçol \| \| \| 18,8 \| El Puig \| El Puig \| \| \| 15,2 \| Massalfassar \| Massalfassar \| \| \| 13,7 \| Albuixech \| Albuixech \| \| \| 11,9 \| Roca-Cúper \| Roca-Cúper \| \| \| 5,4 \| Valencia - Cabanyal \| Valencia - Cabanyal \| \| \| 3,8 \| Valencia - La Fuente de San Luis[Anm. 2] \| Valencia - La Fuente de San Luis[Anm. 2] \| \| \| \| Strecke von / nach Silla \| \| \| \| \| Strecken von Madrid, Alicante \| \| \| \| \| Valencia Joaquín Sorolla \| \| \| \| 0,0 \| Valencia Norte \| Valencia Norte \| 1. 2. | |                                                                     |                                                                     |
| Strecke | | SFS von Barcelona                                                   | SFS von Barcelona                                                   |
| Bahnhof | 520,9 | Camp de Tarragona                                                   | Camp de Tarragona                                                   |
| Abzweig geradeaus, nach rechts und von rechts | | SFS nach/von Madrid                                                 | SFS nach/von Madrid                                                 |
| Brücke über Wasserlauf | | Francolí                                                            | Francolí                                                            |
| Brücke | | A-27                                                                | A-27                                                                |
| Strecke · Strecke von links | | Strecke von Barcelona                                               | Strecke von Barcelona                                               |
| Strecke von links · Strecke nach rechts · Bahnhof | 275,6103,5 | Tarragona                                                           | Tarragona                                                           |
| Überleitstelle / Spurwechsel · Strecke von links · Abzweig geradeaus und nach rechts | | Spurwechselanlage La Boella                                         | Spurwechselanlage La Boella                                         |
| Strecke · Brücke über Wasserlauf · Brücke über Wasserlauf | | Francolí                                                            | Francolí                                                            |
| Strecke · Brücke · Strecke | | A-7                                                                 | A-7                                                                 |
| Strecke · Haltepunkt / Haltestelle · Strecke | 94,3 | Vila-seca                                                           | Vila-seca                                                           |
| Strecke · Brücke · Strecke | | AP-7                                                                | AP-7                                                                |
| Kreuzung geradeaus oben · Strecke nach rechts · Strecke | | Strecke nach Lleida Pirineus                                        | Strecke nach Lleida Pirineus                                        |
| Verschwenkung nach links · Verschwenkung nach rechts | |                                                                     |                                                                     |
| Strecke · Haltepunkt / Haltestelle Strecke ab hier außer Betrieb | 265,6 | Port Aventura                                                       | Port Aventura                                                       |
| Strecke · Bahnhof (Strecke außer Betrieb) | 263,6 | Salou bis 2020                                                      | Salou bis 2020                                                      |
| Strecke · Bahnhof (Strecke außer Betrieb) | 257,1 | Cambrils bis 2020                                                   | Cambrils bis 2020                                                   |
| Brücke · Strecke (außer Betrieb) | | AP-7                                                                | AP-7                                                                |
| Brücke · Strecke (außer Betrieb) | | A-7                                                                 | A-7                                                                 |
| Bahnhof · Strecke (außer Betrieb) | 242,2 | Cambrils seit 2020                                                  | Cambrils seit 2020                                                  |
| Strecke mit Straßenbrücke · Strecke (außer Betrieb) | | A-7                                                                 | A-7                                                                 |
| Strecke · Bahnhof (Strecke außer Betrieb) | 251,1 | Montroig                                                            | Montroig                                                            |
| Strecke · Bahnhof (Strecke außer Betrieb) | 243,0 | L’Hospitalet de l’Infant bis 2020                                   | L’Hospitalet de l’Infant bis 2020                                   |
| Bahnhof · Strecke (außer Betrieb) | 227,3 | L’Hospitalet de l’Infant seit 2020                                  | L’Hospitalet de l’Infant seit 2020                                  |
| Verschwenkung nach links · Verschwenkung nach rechts (Strecke außer Betrieb) | |                                                                     |                                                                     |
| ehemaliger Dienststation / Betriebs- oder Güterbahnhof | 236,3 | Vandellós                                                           | Vandellós                                                           |
| Haltepunkt / Haltestelle | 207,3 | L’Ametlla de Mar                                                    | L’Ametlla de Mar                                                    |
| Haltepunkt / Haltestelle | 195,9 | L’Ampolla-el Perelló                                                | L’Ampolla-el Perelló                                                |
| Haltepunkt / Haltestelle | 190,7 | Camarles - Deltebre                                                 | Camarles - Deltebre                                                 |
| Bahnhof | 185,2205,6 | L’Aldea-Amposta-Tortosa                                             | L’Aldea-Amposta-Tortosa                                             |
| Verschwenkung von links · Verschwenkung von rechts | |                                                                     |                                                                     |
| Strecke mit Straßenbrücke · Brücke | | AP-7                                                                | AP-7                                                                |
| Haltepunkt / Haltestelle · Strecke | 199,0 | Campredó                                                            | Campredó                                                            |
| Kopfbahnhof Strecke ab hier außer Betrieb · Strecke | 192,5 | Tortosa                                                             | Tortosa                                                             |
| Brücke über Wasserlauf (Strecke außer Betrieb) · Strecke | | Ebro                                                                | Ebro                                                                |
| Abzweig geradeaus und nach rechts (Strecke außer Betrieb) · Strecke | | ehem. Strecke nach La Puebla de Híjar                               | ehem. Strecke nach La Puebla de Híjar                               |
| Bahnhof (Strecke außer Betrieb) · Strecke | 184,4 | Mianes                                                              | Mianes                                                              |
| Bahnhof (Strecke außer Betrieb) · Strecke | 178,4 | Santa Barbara                                                       | Santa Barbara                                                       |
| Strecke (außer Betrieb) · Brücke über Wasserlauf | | Ebro                                                                | Ebro                                                                |
| Verschwenkung nach links (Strecke außer Betrieb) · Verschwenkung nach rechts | |                                                                     |                                                                     |
| Bahnhof | 162,5 | Ulldecona-Alcanar-La Sénia                                          | Ulldecona-Alcanar-La Sénia                                          |
| Grenze | | Grenze Katalonien/Valencia                                          | Grenze Katalonien/Valencia                                          |
| Strecke mit Straßenbrücke | | AP-7                                                                | AP-7                                                                |
| Bahnhof | 146,8 | Vinaròs                                                             | Vinaròs                                                             |
| Bahnhof | 140,8 | Benicarló-Peñíscola                                                 | Benicarló-Peñíscola                                                 |
| Strecke mit Straßenbrücke | | AP-7                                                                | AP-7                                                                |
| Bahnhof | 127,5 | Santa Magdalena de Pulpis                                           | Santa Magdalena de Pulpis                                           |
| Bahnhof | 119,1 | Alcalà de Xivert                                                    | Alcalà de Xivert                                                    |
| Strecke mit Straßenbrücke | | AP-7                                                                | AP-7                                                                |
| Bahnhof | 105,1 | Torreblanca                                                         | Torreblanca                                                         |
| Bahnhof | 90,8 | Oropesa del Mar                                                     | Oropesa del Mar                                                     |
| Bahnhof | 82,1 | Benicàssim                                                          | Benicàssim                                                          |
| Abzweig geradeaus und nach links · Betriebs-/Güterbahnhof Streckenende und quer | | Port de Castellón                                                   | Port de Castellón                                                   |
| Bahnhof | 75,6 | Les Palmes                                                          | Les Palmes                                                          |
| Verschwenkung von links (Strecke außer Betrieb) · Verschwenkung von rechts | | ehem. Trasse bis 2000                                               | ehem. Trasse bis 2000                                               |
| Bahnhof (Strecke außer Betrieb) · Tunnelanfang | | Castellón bis 2000                                                  | Castellón bis 2000                                                  |
| Strecke (außer Betrieb) · Bahnhof (im Tunnel) | 69,2 | Castellón seit 2000                                                 | Castellón seit 2000                                                 |
| Strecke (außer Betrieb) · Tunnelende | |                                                                     |                                                                     |
| Verschwenkung nach links (Strecke außer Betrieb) · Verschwenkung nach rechts | |                                                                     |                                                                     |
| Haltepunkt / Haltestelle | 65,1 | Almassora                                                           | Almassora                                                           |
| Bahnhof | 62,2 | Vila-real                                                           | Vila-real                                                           |
| Bahnhof | 58,0 | Burriana-Alquerías del Niño Perdido                                 | Burriana-Alquerías del Niño Perdido                                 |
| Bahnhof | 51,6 | Nules-La Vilavella                                                  | Nules-La Vilavella                                                  |
| Bahnhof | 47,9 | Moncofa                                                             | Moncofa                                                             |
| Bahnhof | 43,0 | Xilxes                                                              | Xilxes                                                              |
| Haltepunkt / Haltestelle | 41,0 | La Llosa                                                            | La Llosa                                                            |
| Haltepunkt / Haltestelle | 38,9 | Almenara                                                            | Almenara                                                            |
| Haltepunkt / Haltestelle | 34,8 | Les Valls                                                           | Les Valls                                                           |
| Bahnhof | 29,2 | Sagunto                                                             | Sagunto                                                             |
| | |                                                                     |                                                                     |
| Abzweig geradeaus, nach rechts und von rechts | | Strategische Bahn, geplant nach/von Santander, in Betrieb: Zaragoza | Strategische Bahn, geplant nach/von Santander, in Betrieb: Zaragoza |
| | |                                                                     |                                                                     |
| Abzweig geradeaus und nach links · Betriebs-/Güterbahnhof Streckenende und quer | | Port de Sagunt                                                      | Port de Sagunt                                                      |
| Bahnhof | 22,5 | Puçol                                                               | Puçol                                                               |
| Haltepunkt / Haltestelle | 18,8 | El Puig                                                             | El Puig                                                             |
| Haltepunkt / Haltestelle | 15,2 | Massalfassar                                                        | Massalfassar                                                        |
| Haltepunkt / Haltestelle | 13,7 | Albuixech                                                           | Albuixech                                                           |
| Haltepunkt / Haltestelle | 11,9 | Roca-Cúper                                                          | Roca-Cúper                                                          |
| Haltepunkt / Haltestelle | 5,4 | Valencia - Cabanyal                                                 | Valencia - Cabanyal                                                 |
| Bahnhof | 3,8 | Valencia - La Fuente de San Luis                                    | Valencia - La Fuente de San Luis                                    |
| Abzweig geradeaus, nach links und von links | | Strecke von / nach Silla                                            | Strecke von / nach Silla                                            |
| Abzweig geradeaus und von links | | Strecken von Madrid, Alicante                                       | Strecken von Madrid, Alicante                                       |
| Abzweig geradeaus und nach links · Kopfbahnhof Streckenende und quer | | Valencia Joaquín Sorolla                                            | Valencia Joaquín Sorolla                                            |
| Kopfbahnhof Streckenende | 0,0 | Valencia Norte                                                      | Valencia Norte                                                      |

Die Bahnstrecke Tarragona–Valencia ist eine elektrifizierte, größtenteils breitspurige Bahnstrecke in Spanien. Betreiber ist das staatliche spanische Eisenbahninfrastrukturunternehmen Adif. Die Strecke ist Bestandteil des Corredor Mediterráneo (Mittelmeerkorridor).

## Geschichte
Mitte der 1850er Jahre begannen die Planungen einer Eisenbahnstrecke, die in der Nähe des Mittelmeers vorbeiführen sollte. Für die Planung und den Bau zeichnete sich die Bahngesellschaft Sociedad de los Ferrocarriles de Almansa á Valencia y Tarragona verantwortlich. Größere Unstimmigkeiten bestanden zunächst im Streckenverlauf um Tortosa, da Forderungen bestanden, die Stadt an die neue Verkehrsverbindung anzuschließen. Die Anbindung Tortosas wurde schließlich gebaut, bedeutete jedoch einen großen Umweg durch das Tal des Ebro. Nach zahlreichen Teileröffnungen war die komplette Bahnstrecke, mit der Inbetriebnahme der Ebroquerung bei Tortosa, ab 1868 komplett befahrbar. Im Jahre 1973 erfolgte die Elektrifizierung mit 3 kV Gleichspannung.
Seit ihrer Eröffnung hat die Strecke eine große Bedeutung im Fernverkehr zwischen Valencia und Barcelona und wird seit Jahren ausgebaut und modernisiert. Die zulässige Höchstgeschwindigkeit wurde teilweise auf 220 km/h erhöht. Im Zuge des Streckenausbaus wurden einige Teilstücke durch Neubauabschnitte ersetzt. 
1996 ging die Variante del Ebro in Betrieb, die mit einer neuen Ebro-Hochbrücke bei Amposta den bisherigen Umweg über Tortosa überflüssig machte. Tortosa ist seitdem nur noch über die verbliebene Stichstrecke auf der Ostseite mit der heutigen Hauptbahn auf dem Bahnhof L’Aldea – Amposta – Tortosa verbunden. Im Jahr 2000 wurde im Stadtgebiet Castellóns die oberirdische Eisenbahntrasse aufgelassen und durch eine weiter östlich verlaufende Tunnelstrecke ersetzt. Die alte Bahntrasse wurde durch eine Durchgangsstraße überbaut, auf dem alten Bahnhofsgelände entstand der Plaça d’Espanya mit Wohnhäuser, Warenhaus und einem Park. Das historische Bahnhofsgebäude wurde in den Platz integriert, komplett restauriert und in den Ursprungszustand zurückversetzt.
| Eröffnungsdatum   | Streckenabschnitt                        |
| ----------------- | ---------------------------------------- |
| 20. April 1862    | Valencia–Sagunto                         |
| 24. August 1862   | Sagunto–Nulles                           |
| 26. Dezember 1862 | Nulles–Castellón                         |
| 19. November 1863 | Castellón–Benicàssim                     |
| 12. März 1865     | Benicàssim–Ulldecona Amposta–Tarragona   |
| 19. März 1867     | Ulldecona–Las Ventallas                  |
| 08. Mai 1867      | Tortosa–Amposta                          |
| 24. Dezember 1867 | Las Ventallas–Tortosa (rechtes Ebroufer) |
| 21. Juni 1868     | Ebrobrücke in Tortosa                    |
| 13. Januar 2020   | Camp de Tarragona–Vandellòs              |

Zwischen Valencia und Castellón wurde ein Streckengleis mit einer dritten Schiene ausgerüstet. Damit ist dieser Abschnitt auch mit Regelspurzügen befahrbar. Besonders aufwändig war die Umstellung in den Tunneln um Valencia-Cabañal und Castellón, wo die Schwellen der festen Fahrbahn auf das direkte Umspuren, aber nicht für Dreischienengleise vorbereitet worden war. Seit 2018 ist Castellón vom Süden an das AVE-Hochgeschwindigkeitsnetz angeschlossen. Im Januar 2020 wurde die Neubaustrecke Variante de Vandellos eröffnet, die umfangreiche Änderungen im Nordabschnitt der Bahnstrecke zur Folge hatte. Die ursprüngliche Trasse zwischen Vandellos und Port Aventura wurde stillgelegt, als Ersatz wurden auf der Neubaustrecke zwei neue Bahnhöfe eingerichtet, die sich allerdings außerhalb der Ortszentren befinden. Ferner verlor der Bahnhof Tarragona seine Funktion als Halt für die Euromed-Schnellzüge. Diese halten nun am weit außerhalb liegenden Hochgeschwindigkeitsbahnhof Camp de Tarragona.

## Betrieb
Die Strecke wird von Fern- und Regionalverkehrszügen befahren. Einzelne AVE-Hochgeschwindigkeitszüge verkehren zwischen Castelló nach Madrid über Valencia, zwischen Barcelona und Valencia wird die gesamte Strecke durch Euromed-Schnellzüge bedient, die größtenteils nach Alicante weiterfahren. Mit Eröffnung der Neubaustrecke zwischen Camp de Tarragona und Vandellòs fahren die Euromed-Züge nun über den Hochgeschwindigkeitsbahnhof Camp de Tarragona, der Bahnhof Tarragona wird nicht mehr angefahren. Mit dem Neubauabschnitt wird seit Februar 2020 ebenfalls ein tägliches Avant-Schnellzugpaar zwischen Barcelona und Tortosa angeboten, dass die Reisezeit zwischen beiden Reisezielen um 50 Minuten, verkürzt. Weitere Fernzüge sind die Talgos von Barcelona-França nach Sevilla und Alicante. Im Regionalverkehr bestehen im nördlichen Abschnitt Verbindungen zwischen Barcelona, Tarragona, Tortosa, Ulldecona und Port Aventura. Der Südabschnitt wird durch die Linie C-6 der Cercanías Valencia (S-Bahn Valencia) zwischen Castelló und Valencia bedient.

## Planungen
Gegenwärtig werden zwischen Valencia und Castellón beide Streckengleise dreischieig umgebaut. Mittelfristig soll die Strecke durchgehend umgerüstet werden, langfristig ist die Umstellung auf Normalspur vorgesehen; als letzte Verbindung nach Norden bleibt die Strecke über Teruel nach Zaragoza noch so lange wie nötig breitspurig.

## Sonstiges
Ein Konsortium von Bombardier und Thales erhielt im März 2015 den Auftrag, die Strecke zwischen Valencia und Vandellós mit ETCS Level 1 auszurüsten. Der Auftragswert beträgt 29,6 Millionen Euro.

## Galerie

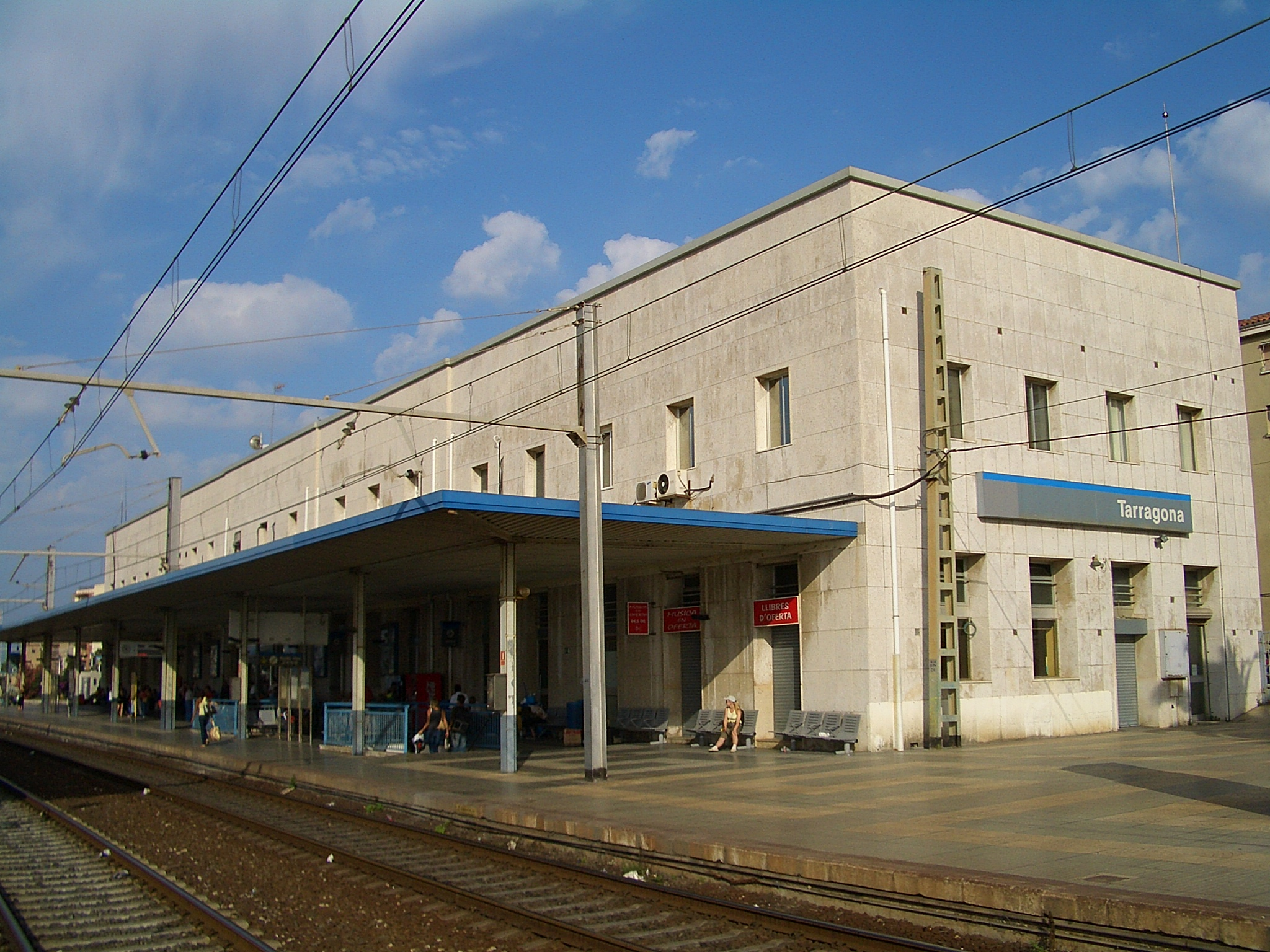
Bahnhof Tarragona
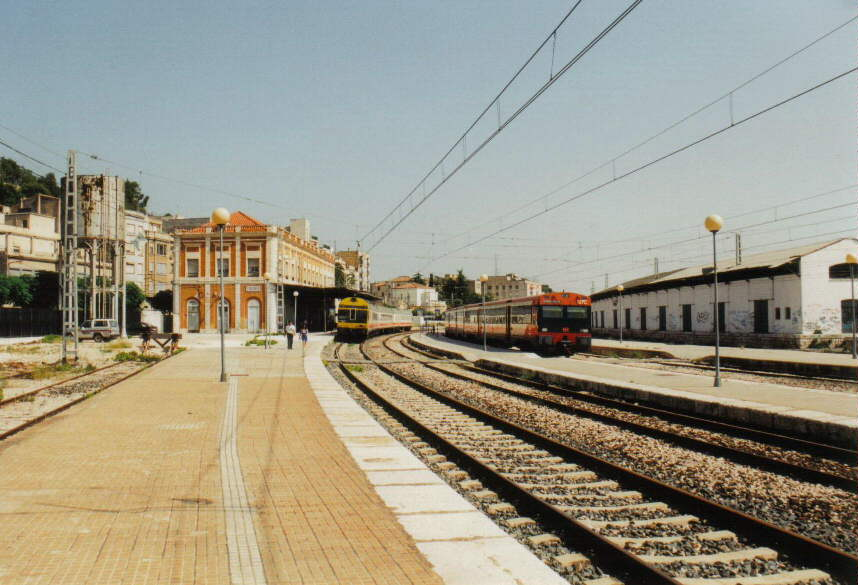
Der heutige Kopfbahnhof Tortosa
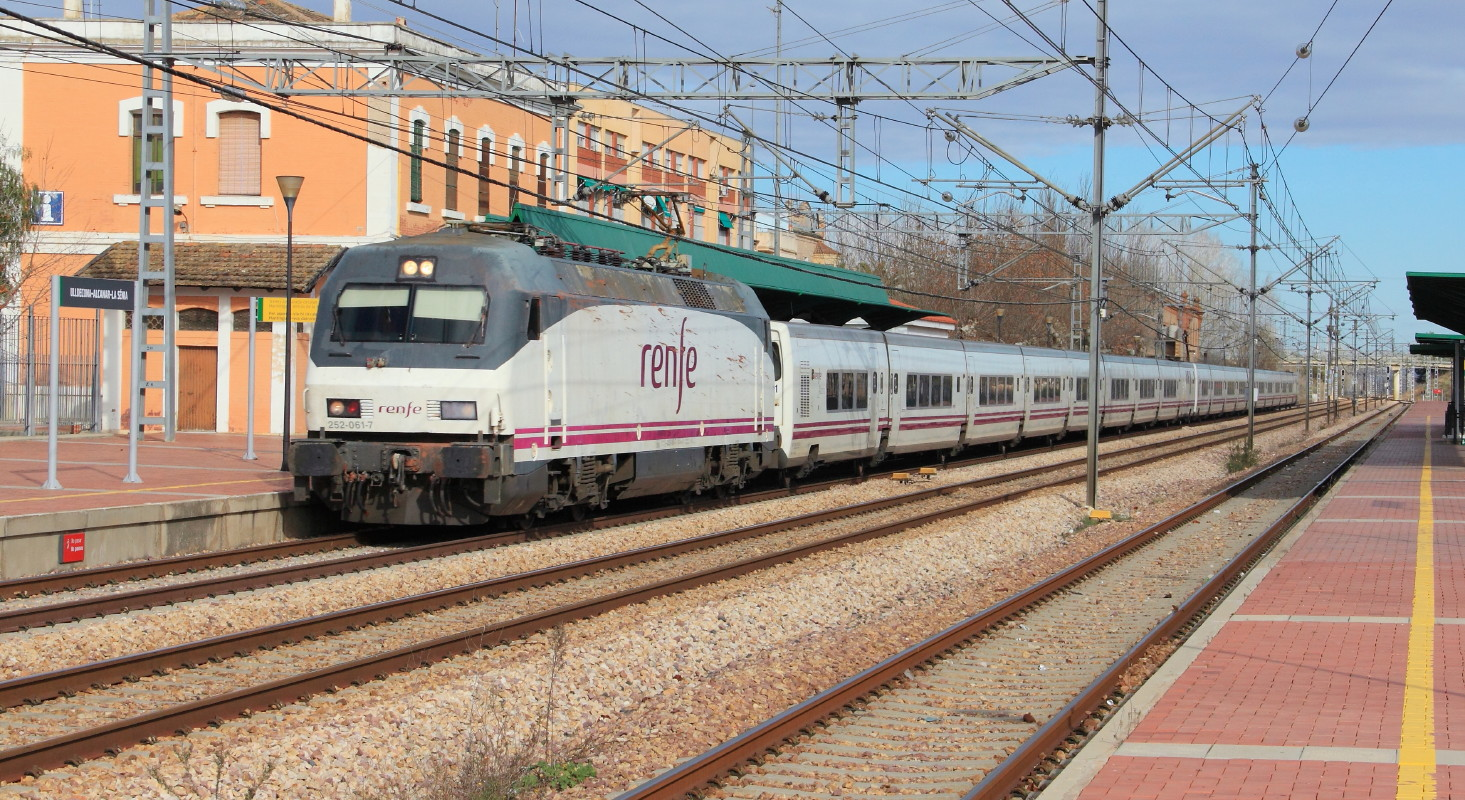
Bahnhof Ulldecona - Alcanar - La Sénia
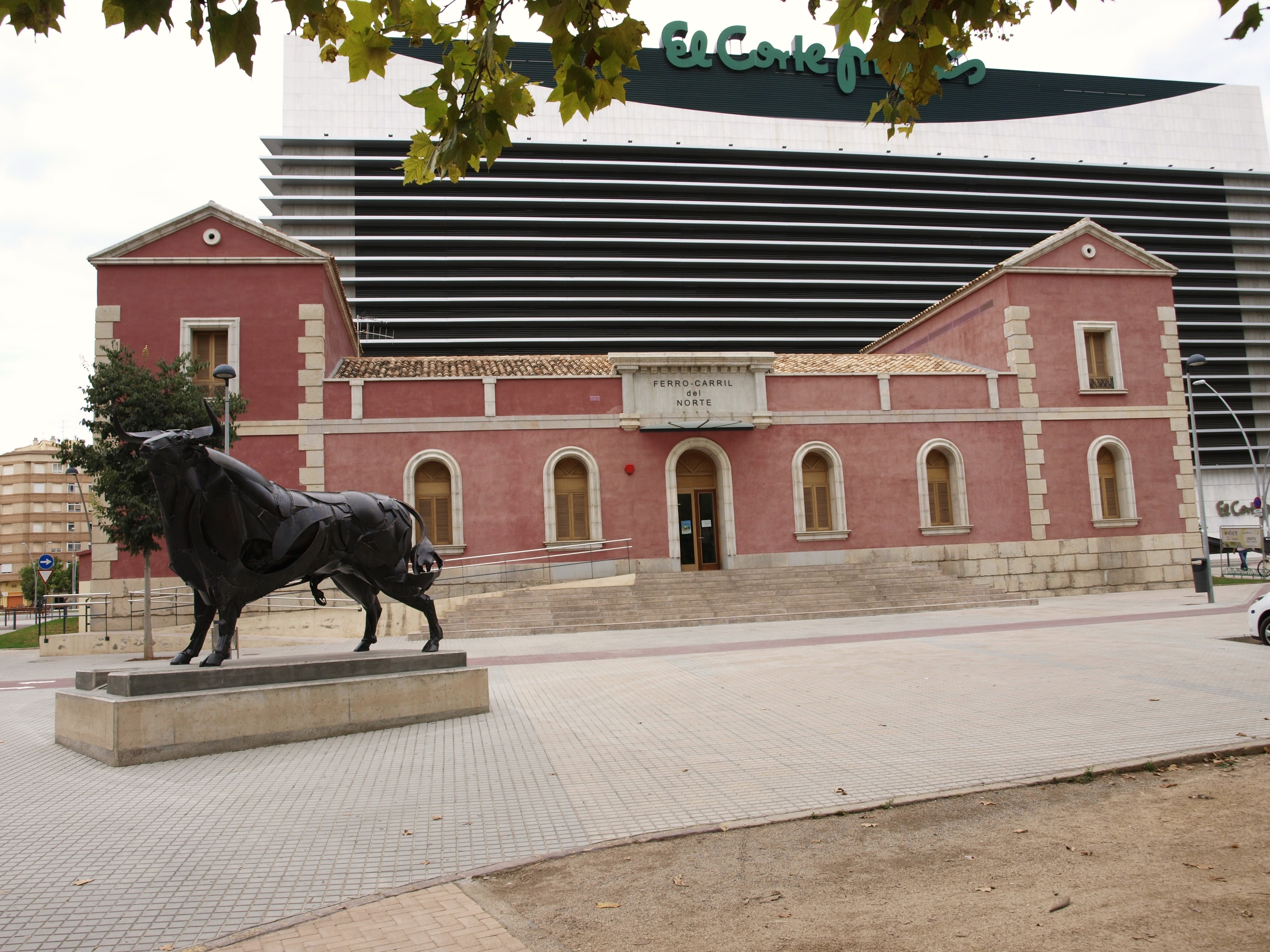
Das Empfangsgebäude des alten Bahnhofs Castellòn …
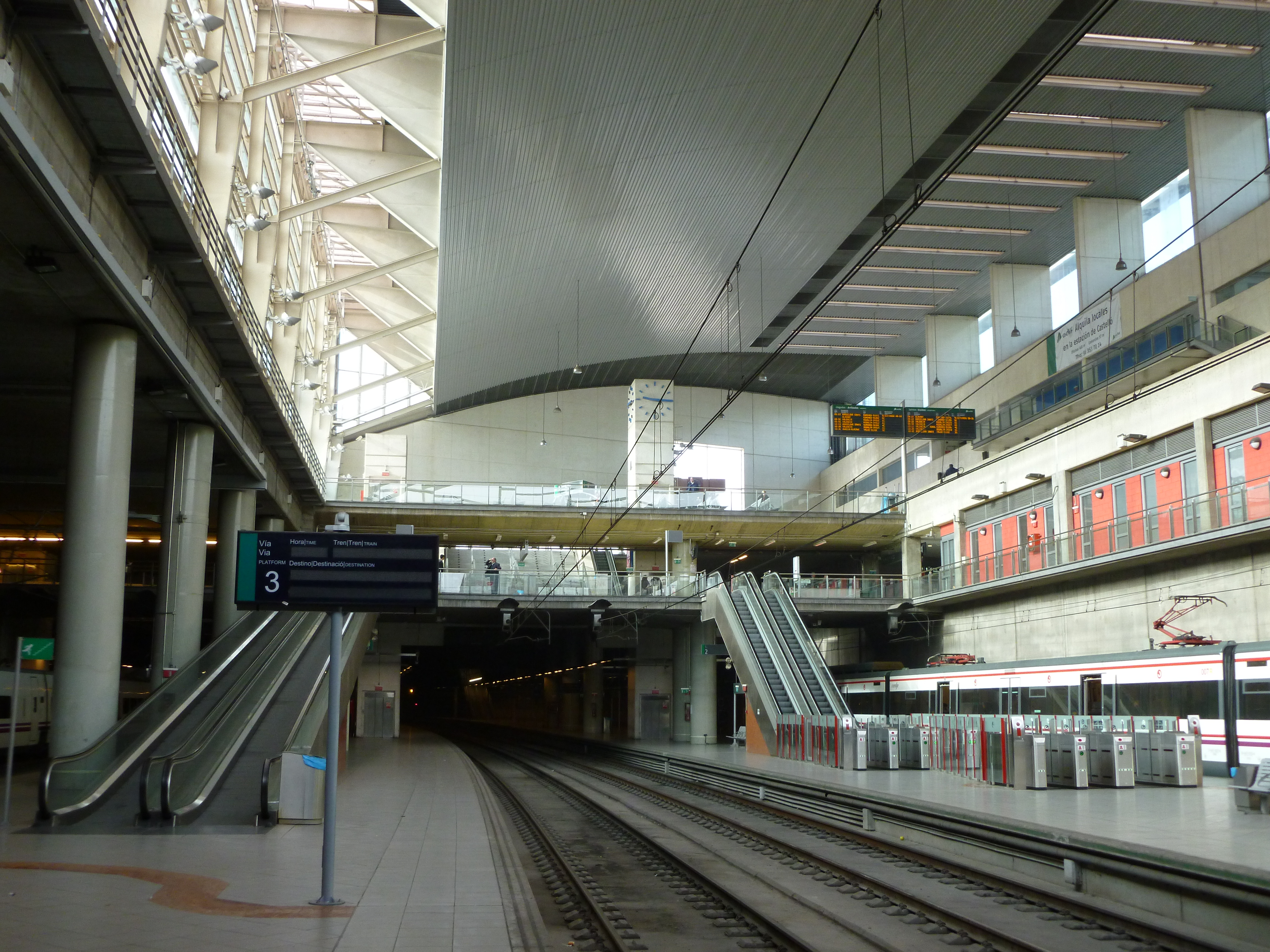
… und die neue, unterirdische Station
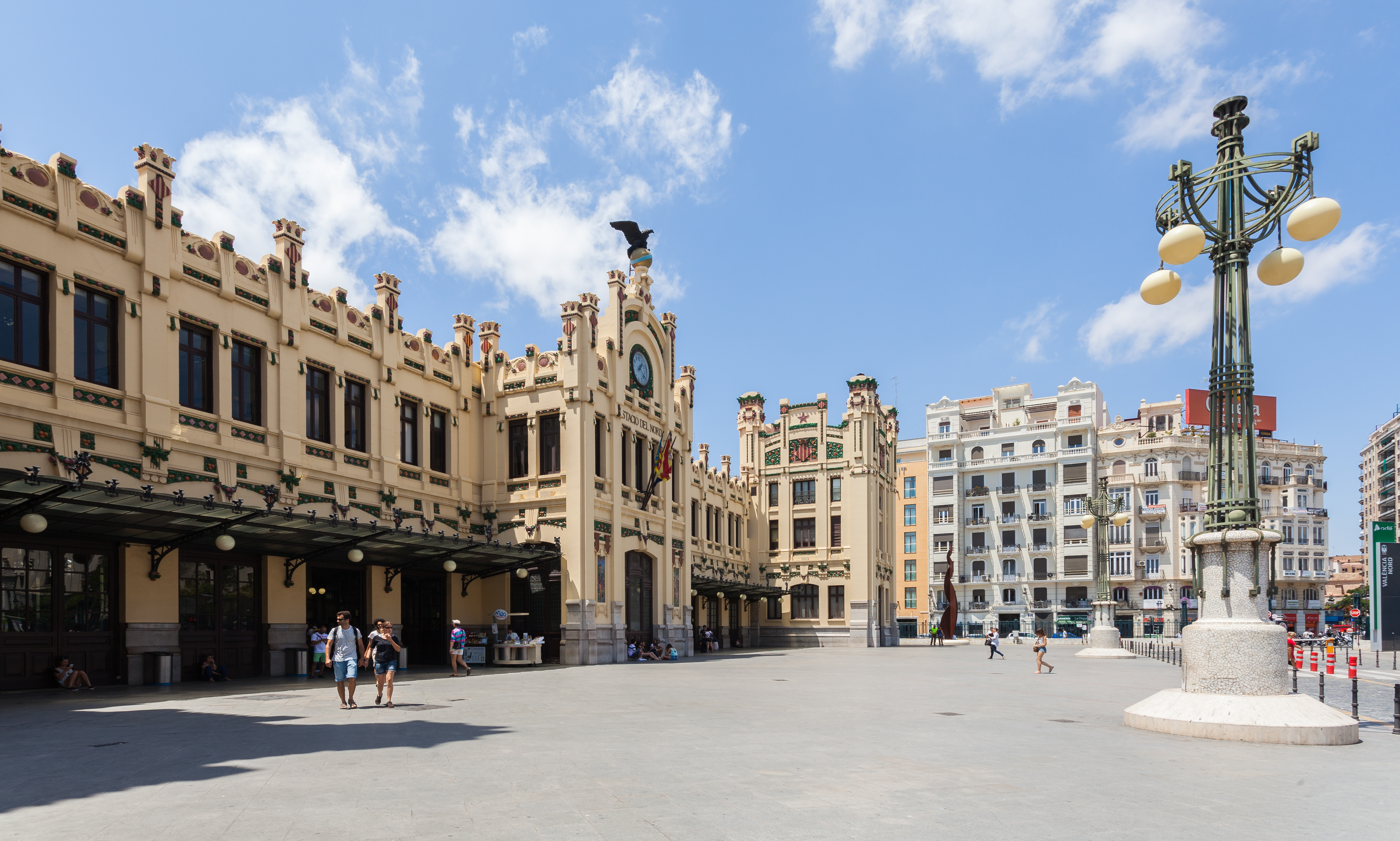
Der Kopfbahnhof Valencia Norte
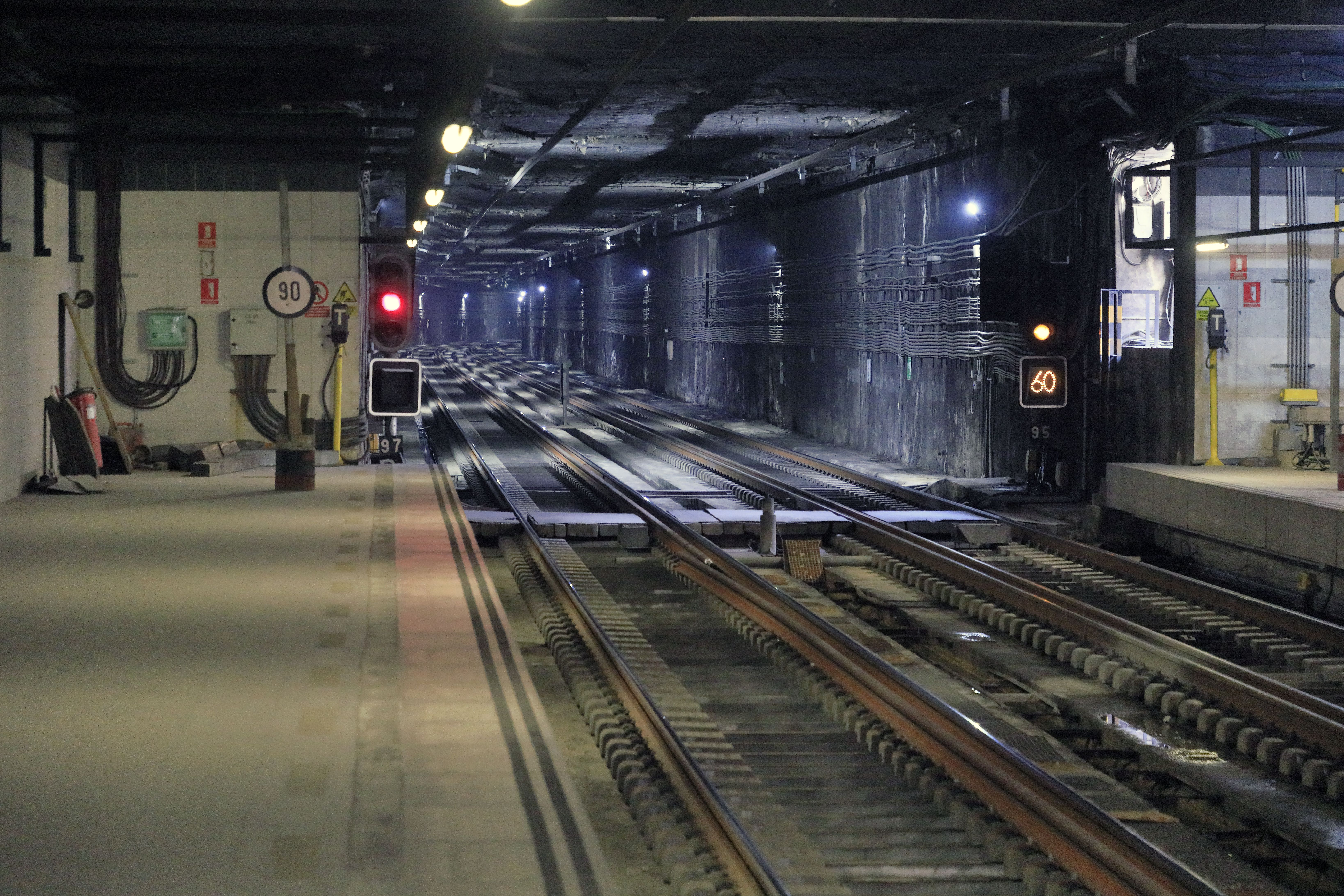
Haltepunkt Valencia-Cabañal im Juni 2024, im Richtungsgleis Valencia–Barcelona ist dritte Schiene in Arbeit